# Literaturkritik.de
literaturkritik.de ist ein deutschsprachiges Rezensionsforum und eine Literaturzeitschrift, die 1999 als  Onlinezeitschrift gegründet wurde und inzwischen monatlich auch als Printausgabe erscheint. Sie veröffentlicht Rezensionen zu Neuerscheinungen auf dem Buchmarkt sowie Essays und Reportagen zum thematischen Spektrum des Literaturbetriebs und der Kulturwissenschaften.
Herausgegeben wird sie vom Institut für Neuere Deutsche Literatur und Medien der Universität Marburg unter der Gesamtverantwortung ihres Gründers Thomas Anz, der in den 1980er Jahren Redakteur im Feuilleton der Frankfurter Allgemeinen Zeitung war.

## Geschichte
literaturkritik.de wurde Anfang 1999 als Rezensionsforum gegründet. Ursprünglich gedacht, um Qualifikationen zu vermitteln, die den Zugang zur Berufspraxis vor allem in Bereichen des Verlagswesens und des Kulturjournalismus erleichtern, wird seit Juli 2001 zusätzlich in Kooperation mit der Universität Rostock auch das multimediale Informations- und Lernsystem Literaturkritik in Deutschland. Theorie und Praxis vom 18. Jahrhundert bis zur Gegenwart entwickelt.

## Inhalte
Essays, Rezensionen und Artikel über den Kulturbetrieb ordnen sich jeden Monat einem Themenschwerpunkt unter.
Derzeit sind mehr als 10.000 Artikel online, pro Monat kommen ca. 80–100 dazu, die allesamt vor Veröffentlichung redaktionell bearbeitet werden. Inhaltlich reicht die Bandbreite von literaturwissenschaftlichen Artikeln bis zu Rezensionen über Kinder- und Jugendbücher sowie Thriller und Krimis. Daneben finden sich Artikel über aktuelle Feuilletondiskussionen.

## Rezeption
literaturkritik.deh hat Resonanz in Printmedien, Radio und Fernsehen gefunden. „Im Internet ist ein Rezensionsorgan dieser Qualität ohne Vorbild“ schrieb etwa die Neue Zürcher Zeitung am 3. März 1999. Die Frankfurter Allgemeine Zeitung hielt es am 16. November 2000 für „das erste und umfangreichste seiner Art im deutschen Netz“, und das Börsenblatt attestierte ihm am 23. Januar 2003 „eine herausragende Stellung“. Zahlreiche Rezensionen von Literaturkritik.de werden als Podcasts durch den Audio-Partner Literatur Radio Hörbahn einem breiteren Online-Publikum vermittelt.